# Holosiro
Genre
Holosiro est un genre d'opilions cyphophthalmes de la famille des Sironidae.

## Distribution
Les espèces de ce genre sont endémiques des États-Unis. Elles se rencontrent en Californie, en Oregon et au Washington.

## Liste des espèces
Selon World Catalogue of Opiliones (24/03/2023) :
- Holosiro acaroides Ewing, 1923
- Holosiro calaveras (Giribet & Shear, 2010)
- Holosiro ewingi Karaman, 2022
- Holosiro shasta (Giribet & Shear, 2010)

## Systématique et taxinomie
Ce genre a été créé en 1923 par Henry Ellsworth Ewing (d) (1883-1951) dans les Sironidae. Il est placé en synonymie avec Siro par Newell en 1947. Il est relevé de synonymie par Karaman en 2022.

## Publication originale
- (en) Ewing, 1923, « Holosiro acaroides, new genus and species, The only new world representative of the mite-like phalangids of the suborder Cyphophthalmi », Annals of the Entomological Society of America, vol. 16, p. 387–390 (lire en ligne).